# Křišťanovice
Křišťanovice (Duits: Christdorf) is een Tsjechische gemeente in de regio Moravië-Silezië, en maakt deel uit van het district Bruntál.
Křišťanovice telt 277 inwoners (2006).
Andělská Hora ·
Bílčice ·
Bohušov ·
Brantice ·
Bruntál ·
Břidličná ·
Býkov-Láryšov ·
Čaková ·
Dětřichov nad Bystřicí ·
Dívčí Hrad ·
Dlouhá Stráň ·
Dolní Moravice ·
Dvorce ·
Heřmanovice ·
Hlinka ·
Holčovice ·
Horní Benešov ·
Horní Město ·
Horní Životice ·
Hošťálkovy ·
Janov ·
Jindřichov ·
Jiříkov ·
Karlova Studánka ·
Karlovice ·
Krasov ·
Krnov ·
Křišťanovice ·
Leskovec nad Moravicí ·
Lichnov ·
Liptaň ·
Lomnice ·
Ludvíkov ·
Malá Morávka ·
Malá Štáhle ·
Město Albrechtice ·
Mezina ·
Milotice nad Opavou ·
Moravskoslezský Kočov ·
Nová Pláň ·
Nové Heřminovy ·
Oborná ·
Osoblaha ·
Petrovice ·
Razová ·
Roudno ·
Rudná pod Pradědem ·
Rusín ·
Rýmařov ·
Ryžoviště ·
Slezské Pavlovice ·
Slezské Rudoltice ·
Stará Ves ·
Staré Heřminovy ·
Staré Město ·
Světlá Hora ·
Svobodné Heřmanice ·
Široká Niva ·
Třemešná ·
Tvrdkov ·
Úvalno ·
Václavov u Bruntálu ·
Valšov ·
Velká Štáhle ·
Vrbno pod Pradědem ·
Vysoká ·
Zátor